# Dawsonville
Dawsonville är en järnvägsort i provinsen Rift Valley i Kenya. År 1999 hade staden 49 675 invånare.